# Leskea recurvans
Leskea recurvans là một loài Rêu trong họ Leskeaceae. Loài này được Michx. mô tả khoa học đầu tiên năm 1803.